# Bjorg Lambrecht
Bjorg Lambrecht (Gante, 2 de abril de 1997 – Rybnik, 5 de agosto de 2019) foi um ciclista belga membro da equipa Lotto Soudal.
Faleceu em 5 de agosto de 2019 em decorrência de uma queda quando disputava a Volta à Polónia de 2019, próximo a cidade de Rybnik.

## Palmarés
2016
- Ronde d'Isard, mais 1 etapa
- 2º no Campeonato Europeu em Estrada sub-23

2017
- Carreira da Paz sub-23, mais 1 etapa
- 1 etapa da Ronde d'Isard
- Liège-Bastogne-Liège sub-23

2018
- 1 etapa do Tour dos Fiordos
- 2º no Campeonato Mundial em Estrada sub-23

## Resultados nas Grandes Voltas
| Carreira        | 2018 |
| --------------- | ---- |
| Giro d'Italia   | -    |
| Tour de France  | -    |
| Volta a Espanha | Ab.  |

-: não participa 

Ab.: abandono 